# Phymatodocis nordstedtiana
Phymatodocis nordstedtiana là một loài Song tinh tảo trong họ Desmidiaceae, thuộc chi Phymatodocis.